# Machimus perplexus
Machimus perplexus là một loài ruồi trong họ Asilidae. Machimus perplexus được Becker miêu tả năm 1915. Loài này phân bố ở vùng Cổ Bắc giới.